# ریچارد اپلگیت
ریچارد اپلگیت (انگلیسی: Dick Applegate؛ زادهٔ ۱۰ مارس ۱۹۵۵) فرد نظامی اهل بریتانیا است. وی همچنین برندهٔ جوایزی همچون نشان حمام و نشان امپراتوری بریتانیا شده‌است.
او قبلاً سرتیپ کوارترمن و سرتیپ مهمات ارتش بوده است. وی در اکتبر ۲۰۱۰ ارتش بریتانیا را ترک کرد.